# Honor of Kings
Honor of Kings (chinois : 王者荣耀 ; pinyin : Wángzhě Róngyào ; lit. 'King's glory', officiellement traduit par King of Glory, ou alternativement translittéré par Wang Zhe Rong Yao, également connu sous le nom de King of Glory) est une arène de bataille en ligne multijoueur développée par TiMi Studios et publiée par Tencent Games pour les plateformes mobiles iOS et Android pour le marché chinois.

## Description
Honor of Kings s'appelait auparavant League of Kings (chinois : 王者联盟 ; pinyin : Wángzhě Liánméng), mais a ensuite été renommé pour répondre aux plaintes de Riot Games concernant une éventuelle violation de la propriété intellectuelle de League of Legends. Sorti en 2015, il est devenu le jeu MOBA le plus en vogue en Chine continentale. Une adaptation internationale, intitulée Arena of Valor, est sortie en octobre 2016 ; elle utilise le même moteur de jeu et la même conception de l'interface utilisateur, mais avec des héros grandement modifiés pour s'adapter au marché occidental. En 2017, Honor of Kings comptait plus de 80 millions de joueurs actifs quotidiens et 200 millions de joueurs actifs mensuels, et était l'un des jeux les plus populaires au monde et l'un des plus lucratifs de tous les temps, ainsi que l'application la plus téléchargée au monde,,,,,. En novembre 2020, le jeu compte plus de 100 millions de joueurs actifs quotidiens. 